# 弾丸ファイター
「弾丸ファイター」（だんがんファイター）は、SMAPの41枚目のシングル。2007年12月19日にビクターエンタテインメントから発売された。

## 概要
前作「ありがとう」から1年2か月ぶりのリリース。
表題曲「弾丸ファイター」は、テレビ朝日系列のスポーツテーマソング。同局および朝日放送・広島ホームテレビ（2008年のみ）など系列局が放送するプロ野球中継および野球北京五輪の地区予選、欧州強化試合でも流れる。星野ジャパンを応援するために、中居正広が星野仙一監督の公式サポートキャプテンに任命された。
シングルはSMAPにとって2007年に唯一発表されたものとなった。この新曲発表とほぼ同時に楽曲「HAPPY HAPPY SMAP」を2007年12月2日〜2008年1月7日の期間限定のSMAP SHOPのみで発売されることも発表された（音楽配信のみのものとして「Mermaid」、「旅立ちの日に」もあった）。
ソロパートが一切なく、バトンタッチ式のユニゾンと全員歌唱（大サビ前のパートのみ木村・稲垣→中居・草彅・香取→全員）で歌い継がれている。またSMAPのシングルにおいてメンバーのソロパートが一切存在しないのは、「Peace!」以来このシングルが唯一。
2007年11月30日放送のテレビ朝日系『ミュージックステーション』がテレビ初披露となった。注目のダンスはサビを歌っている間にメンバーが年齢順にバトンを手渡すように手をタッチするというものであった。スポーツ関連の言葉などがこの曲のところどころに詞として入っている。楽曲のラジオでのオンエア解禁は同年12月1日午前0時からであったが、その約40分前に、『木村拓哉のWhat's UP SMAP!』にて偶然のようにオンエアされた。これに対して木村は「スタッフの首が飛ぶかも」などと発言。2007年12月3日放送のフジテレビ系『SMAP×SMAP』でミュージック・ビデオが初公開された。内容はメンバーが街中(銀座周辺)を歩きながら歌うというものであった。フジテレビ系『2007 FNS歌謡祭』にSMAPが出演した際には、番組のトップバッターで「弾丸ファイター」、トリでテレビ初披露となる「Christmas Night」が披露された。テレビ朝日系『ミュージックステーションスペシャル スーパーライブ2007』でもフルコーラスにて同2曲のメドレーが披露された。NHK『第58回NHK紅白歌合戦』で「弾丸ファイター」歌唱場面で紅白歌手別視聴率が1位を記録（3年連続）。
「弾丸ファイター」の作曲をしたGajinは、SMAP楽曲「buzzer beater」の作曲も手掛けた。冒頭と間奏のラップはHeartsdalesのjewelsが歌っている。
カップリング曲「Christmas Night」の歌詞は元々悲しい内容のものであったが、木村が歌詞変更を希望したため、明るい内容のものに変更された。

## チャート成績
2007年12月31日付オリコン週間シングルチャートで初登場1位を獲得した。SMAPにとって同チャートでの1位獲得は「freebird」から8作連続、通算19作目となった。TOP10獲得はデビューから41作連続および18年連続となり、連続TOP10獲得作品数および獲得年数でともにB'zに並ぶ1位タイを記録した。初動売上は約11.0万枚であった。
同チャートでは、続く2008年1月14日付（2週分合算）でも1位を獲得した。これにより1位獲得は3週連続となった。同チャートにおけるシングルの3週連続1位は、SMAP自身の「世界に一つだけの花（シングル・ヴァージョン）」以来約3年ぶりとなった。この週の売上は約4.7万枚であった。なお、この週のチャートでは2007年末に放送された『第58回NHK紅白歌合戦』で歌唱された多くの楽曲が順位を上げるという「紅白効果」が見られており、「弾丸ファイター」についてもこの効果が表れたものとオリコンは分析している。

## 収録曲
1. 弾丸ファイター
作詞:道面宜久 / 作曲:Gajin / 編曲・サウンドプロデュース:Daisuke"D.I"Imai
  - テレビ朝日系 スポーツ中継テーマソング
2. Christmas Night
作詞:H.U.B.、Shusui / 作曲:Shusui、Tony Malm / 編曲:ha-j
3. 弾丸ファイター（Back Track）
4. Christmas Night（Back Track）